# Yll Hoxha
Yll Hoxha (ur. 26 grudnia 1987 w Prisztinie) – kosowski piłkarz, w 2014 roku reprezentant Kosowa.